# Pseudochromis marshallensis
Pseudochromis marshallensis, thường được gọi là cá đạm bì Marshall, là một loài cá biển thuộc chi Pseudochromis trong họ Cá đạm bì. Loài này được mô tả lần đầu tiên vào năm 1953.

## Phân bố và môi trường sống
P. marshallensis phân bố ở phía tây Thái Bình Dương, từ vùng biển Nam Trung Bộ của Việt Nam đến quần đảo Marshall, phía bắc đến quần đảo Ryukyu và quần đảo Ogasawara, phía nam đến bắc Úc (Tây Úc và cực bắc rạn san hô Great Barrier) và New Caledonia; trừ khu vực phía tây Sulawesi và Java. P. marshallensis thường sống xung quanh những khu vực có nhiều rạn san hô hoặc những mỏm đá ngầm trong các đầm phá, thường ở độ sâu khoảng 30 m trở lại.

## Mô tả
P. marshallensis trưởng thành dài khoảng 8 cm. Thân của P. marshallensis có màu nâu xám sẫm. Vảy có những chấm màu vàng cam, tạo thành những hàng chấm dọc trên cơ thể. Vây đuôi có màu vàng.
Số gai ở vây lưng: 3; Số vây tia mềm ở vây lưng: 24 - 27; Số gai ở vây hậu môn: 3; Số vây tia mềm ở vây hậu môn: 11 - 14.
Thức ăn của P. marshallensis có lẽ là rong tảo và các sinh vật phù du nhỏ. Thường sống đơn độc hoặc thành đôi vào mùa sinh sản. P. marshallensis cũng được đánh bắt để phục vụ cho ngành thương mại cá cảnh nhưng lại rất hiếm.